# Скицко, Иван
Ива́н Скицко (рум. Ivan Schițco; род. 4 января 2003, Кишинёв) — молдавский шахматист, гроссмейстер (2022).
В составе сборной Молдавии — участник шахматной олимпиады 2022, на которой помог команде занять 6-е место, двух командных чемпионатов Европы (2019, 2023), двух онлайн-олимпиад (2020, 2021).

## Карьера
Родился в Кишинёве. В возрасте 5 лет дедушка отдал Ивана в местную шахматную школу. Он начал быстро побеждать в турнирах, после чего решил регулярно заниматься шахматами. Достиг уровня 1-го разряда в возрасте 7 лет.
В феврале 2019 года Скицко стал третьим призёром чемпионата Молдавии по шахматам. Выступал за Молдавию на третьей доске на командном чемпионате Европы в 2019 году (+3-3=1).
На олимпиаде 2022 года сборная Молдавии поделила 4—6-е места со сборными Индии и США, опередив множество явных рейтинг-фаворитов, стартовав с 48 места, и имея в составе всего одного гроссмейстера.
В том же году по результатам второго совета ФИДЕ от 2022 года Скицко было присвоено звание гроссмейстера. Первые две нормы он выполнил в 2019 году (на Мемориале Вячеслава Чебаненко в Кишинёве и на Кубке Львова), заключительная 3-я норма была заработана в 2022 году на турнире DCC April Norm Invitational в городе Ричардсон (штат Техас).
Скицко квалифицировался на Кубок мира 2023, стартовав с 150-го места. Без тай-брейков победил в первом раунде Ниджата Мамедова, во втором — Сэма Шенкленда. В следующем раунде на тай-брейке проиграл Радославу Войташеку.
На данный момент Скицко проживает и учится в США, где является членом шахматной команды Техасского университета в Далласе, продолжает выступать за сборную Молдавии на международных соревнованиях.